# Gare d'Anet
La gare d'Anet (aussi appelée gare d'Ins) est une gare ferroviaire située sur le territoire de la commune suisse d'Anet, dans le canton de Berne.

## Situation ferroviaire
La gare d'Anet est située aux points kilométriques 29,79 de la ligne de Neuchâtel à Berne, 32,19 de la ligne de Fribourg à Anet et 21,200 de la ligne à écartement métrique reliant Anet à Bienne via Täuffelen.
La gare du BLS comporte quatre voies à écartement normal bordées par trois quais dont un central et deux latéraux. La gare d'Aare Seeland mobil comporte quant à elle une voie à écartement métrique bordée par un quai.

## Histoire
La gare d'Anet a été mise en service en 1901 avec la ligne de Berne à Neuchâtel. En 1903, elle est également devenue l'aboutissement de la ligne de Fribourg à Anet à la suite de l'ouverture du tronçon reliant Muntelier-Löwenberg à Anet. Enfin, en 1917, à la suite du prolongement de la ligne de Bienne à Siselen jusqu'en Anet, la gare d'Anet est devenue tête de ligne de cet axe reliant Bienne à Anet.
Enfin, le 24 juin 2008, la double voie entre Anet et Fanelwald sur la ligne de Neuchâtel à Berne a été mise en service,.

## Service des voyageurs

### Accueil
La gare du BLS est dotée d'un guichet ouvert tous les jours de la semaine ainsi que d'un distributeur automatique de titres de transports. La gare d'ASm est dotée d'une simple aubette sous laquelle se trouve un distributeur automatique de titres de transports.
La gare est entièrement accessible aux personnes à mobilité réduite.

### Desserte

#### Grandes lignes
La gare d'Anet est desservie toutes les heures par les trains de la ligne InterRegio 66, exploités par le BLS, qui relient Berne à La Chaux-de-Fonds via Neuchâtel. En heure de pointe, dans le sens des pendulaires, un second train InterRegio circule entre Berne et Neuchâtel uniquement.

#### RER Fribourg
La gare d'Anet fait partie du Réseau express régional fribourgeois, assurant des liaisons rapides à fréquence élevée dans l'ensemble du canton de Fribourg jusqu'aux cantons voisins. Elle est desservie par les lignes S20 et S21, reliant respectivement Romont à Neuchâtel et Romont à Anet (limitée à Fribourg le week-end). Ces deux lignes assurent une quasi-cadence à la demi-heure entre Romont, Fribourg et Anet.

#### RER bernois
La gare d'Anet fait partie du Réseau express régional bernois assurant des liaisons rapides à fréquence élevée dans l'ensemble du canton de Berne jusqu'aux cantons voisins. Elle est desservie chaque heure par la ligne S5, assurant une desserte de toutes les gares sauf celles de Riedbach et de Bern Stöckacker. En complément, certains trains de la ligne S52, reliant Berne à Chiètres en desservant toutes les gares, sont prolongés à certaines heures jusqu'en Anet voire Neuchâtel.

#### Trains régionaux
La gare d'Anet est desservie toutes les heures par les trains régionaux d'ASM reliant Anet à Bienne. La cadence est renforcée à la demi-heure en heure de pointe.

### Intermodalité
La gare d'Anet est desservie à l'arrêt Ins, Bahnhof, situé devant le bâtiment voyageurs, par CarPostal avec les lignes 521 vers Cerlier et Le Landeron, 527 vers Champion, Erlach et Le Landeron ainsi que 535 vers la gare d'Avenches.
Elle est également desservie par la ligne nocturne M22 exploitée par les Transports publics fribourgeois dans le sens de Berne à Galmiz.